# غولفبورت
غولفبورت (بالإنجليزية: Gulfport)‏ هي مدينة أمريكية تقع في ولاية فلوريدا. تبلغ مساحة هذه المدينة 9.9 (كم²)،ويبلغ عدد سكانها 12029 نسمة حسب إحصاء سنة 2010 م 12029.تشير إحصاءات سنة 2000م بأن الكثافة السكانية في هذه المدينة تقدر بـ(auto) نسمة/كم2 